# プロスペール・ガンベ・グロース
プロスペール・ガンペ・グロース（Prosper Gampet Gross、1820年1月18日 ‐ 1881年11月18日）は、明治時代にお雇い外国人として来日したフランスの法律家である。姓はグロスとも表記される。

## 経歴・人物
フランス北部、グラン・テスト地域圏のオーブ県のブリエノワ地方に生まれる。
首都パリに転勤し、法学を習得する。普仏戦争ではボナパルト派に属していたが敗北した。この出来事がきっかけで、1873年（明治6年）日本政府の招きで来日した。後に横浜で各国の領事館の弁護士に勤務した。
来日から3年後の1876年（明治9年）には、警視庁顧問のお雇いとなり、日本の職員に対し母国の刑法等を教え、日本とフランスの警察制度の関係を調整する事に携わった。解任後も日本に留まり、東京で死去した。